# Heuliez GX 327
Heuliez GX 327 je nízkopodlažní autobus vyráběný a uváděný na trh francouzským výrobcem Heuliez Bus v letech 2004–2014.

## Historie
Byl uveden na trh s dieselovým motorem normy Euro 3 a poté byl v průběhu let[kdy?] vylepšen na normu Euro 5-EEV.

## Galerie

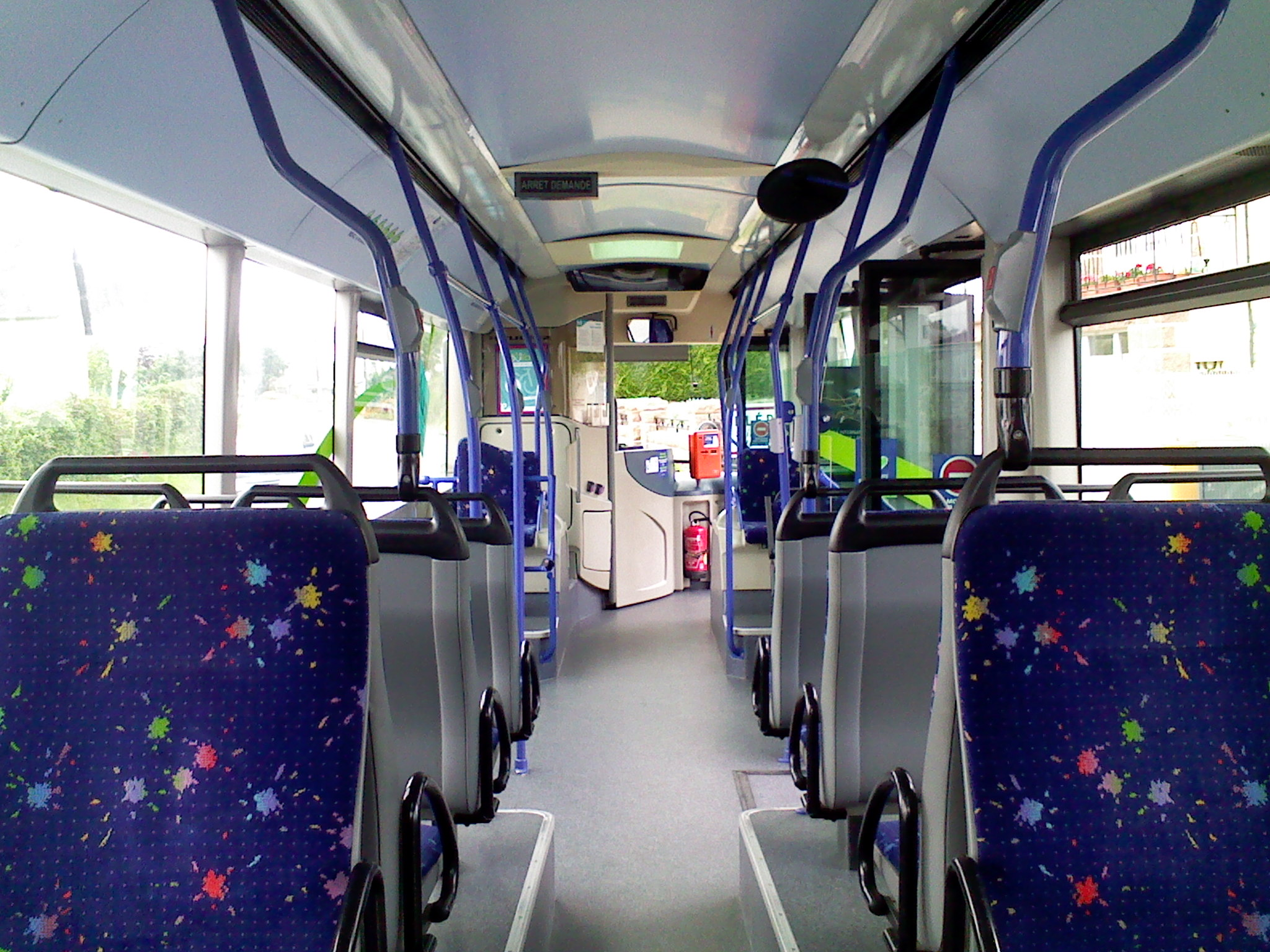
Interiér autobusu
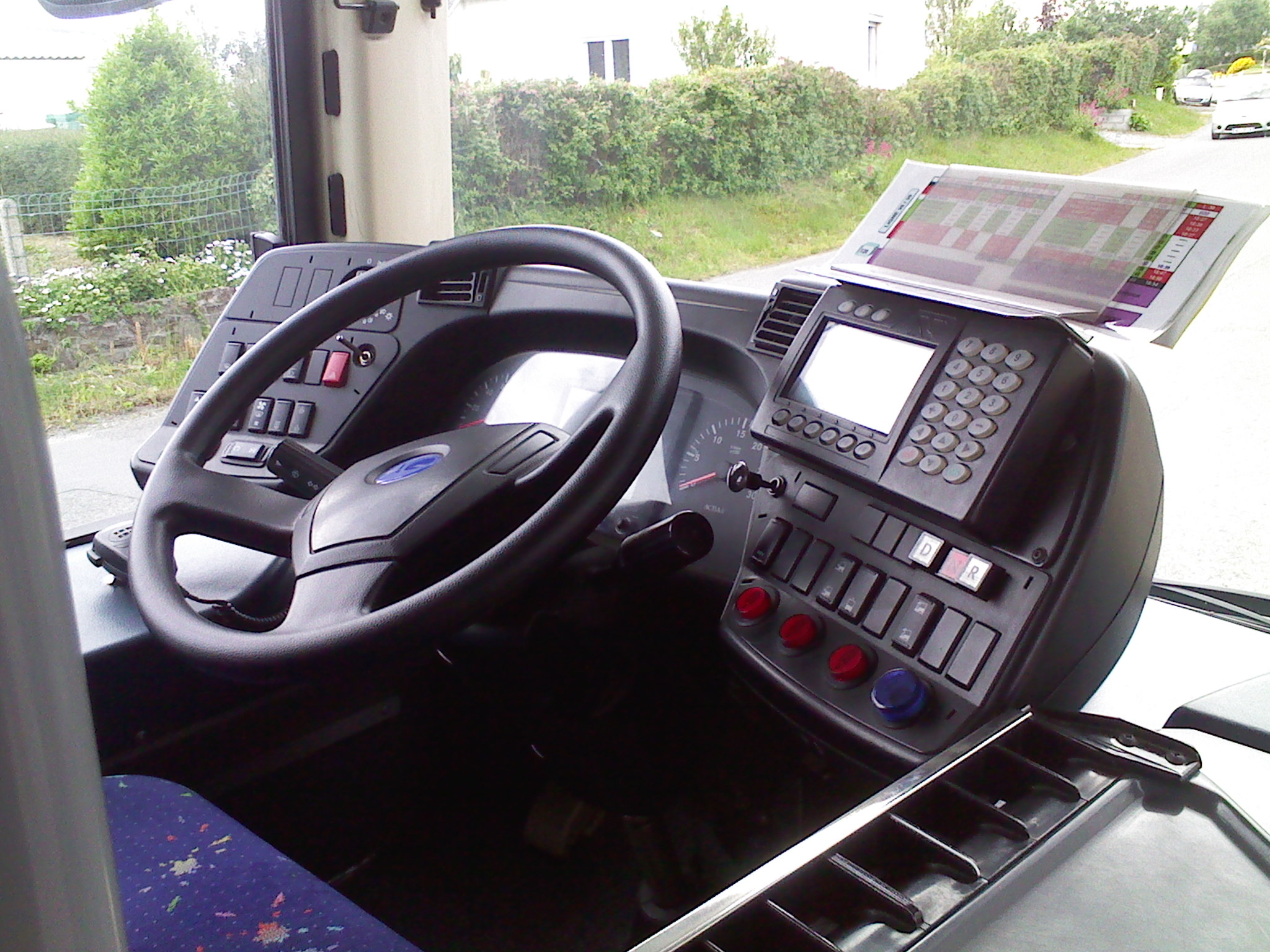
Kabina řidiče
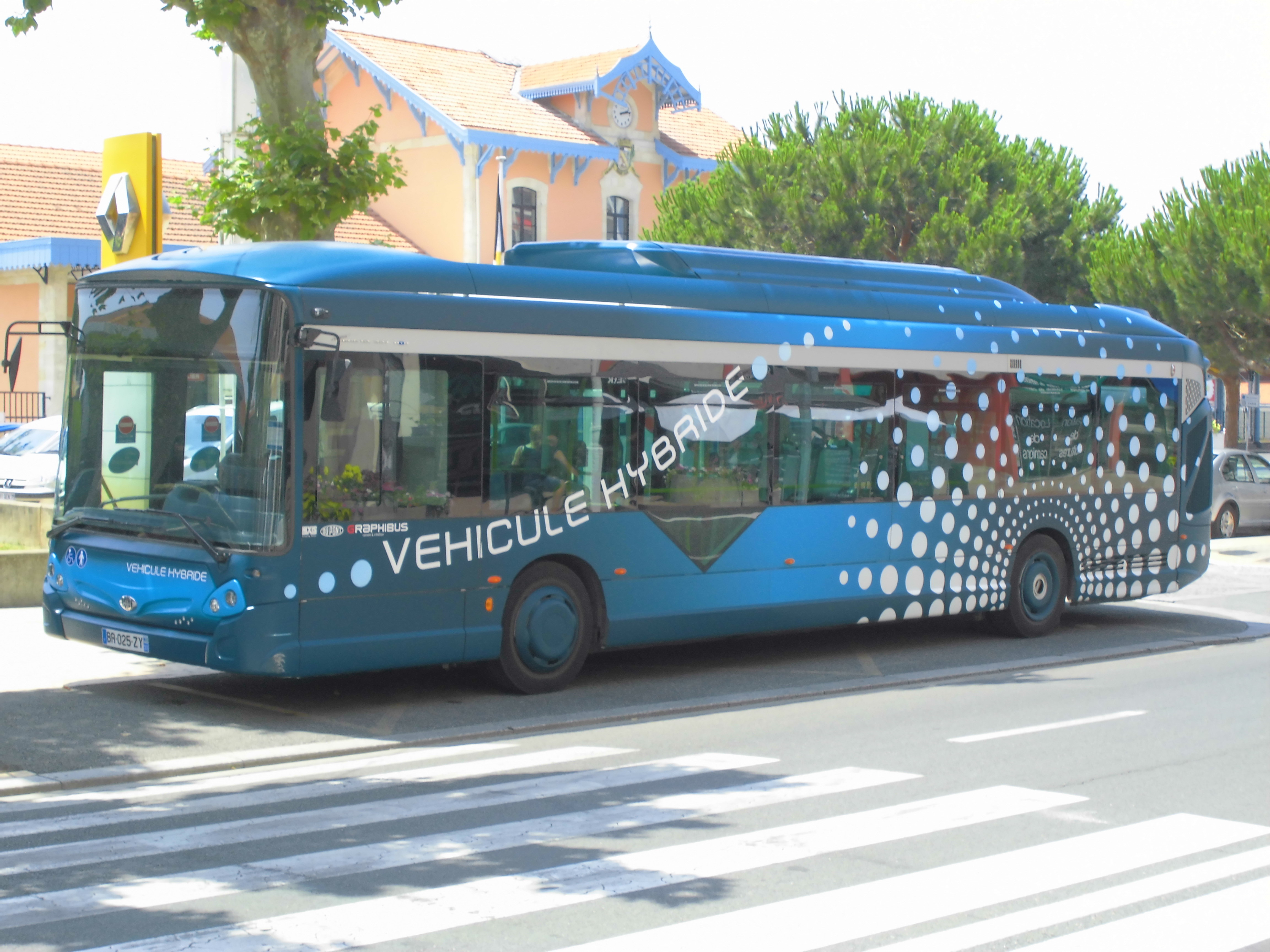
Heuliez GX 327 Hybrid